# 有馬寛
有馬 寛（ありま ゆたか、1885年（明治18年）2月14日 - 1951年（昭和26年）1月31日）は、日本の海軍軍人。最終階級は海軍中将。

## 経歴
和歌山県出身。神野介寿の二男として生れ、有馬良橘の養子となる。東京府立第一中学校を経て、1905年11月、海軍兵学校（33期）を卒業し、1906年12月に海軍少尉任官。海軍大学校（乙種）、海軍砲術学校高等科を卒業。「安芸」「摂津」の各分隊長、練習艦隊・第2艦隊の各参謀などを経て、1916年11月、海軍大学校（甲種14期）を卒業。
以後、佐世保鎮守府参謀、ロシア駐在、兼ロシア大使館付武官補佐官、軍令部兼参謀（ペテルブルク、ストックホルム、オデッサ、パリ各駐在）、第2戦隊参謀、「春日」副長、横須賀鎮守府付、皇族（伏見宮博恭王）付武官、軍令部参謀（第3班第6課長）、「木曾」「古鷹」の各艦長、舞鶴要港部参謀長、ソ連大使館付武官などを歴任し、1930年12月、海軍少将に進級。
さらに、海大教頭、佐世保海軍艦船部長などを経て、1934年11月に海軍中将となり軍令部出仕、翌月には待命となり予備役に編入された。
1947年（昭和22年）11月、公職追放の仮指定を受けた。

## 栄典
位階
- 1907年（明治40年）2月12日 - 正八位[2]
- 1921年（大正10年）1月20日 - 正六位[3]
- 1924年（大正13年）12月27日 - 従五位[4]
- 1935年（昭和10年）1月4日 - 正四位[5]

勲章等
- 1920年（大正9年）9月7日 - 勲四等旭日小綬章[6]

## 親族
- 養父 有馬良橘（海軍大将）
- 義父 中山勝之助（司法官）
- 長女・和歌の夫に第百生命保険会長の川崎大次郎（東京川崎財閥を築いた川崎八右衛門 (2代目)の子）